# セイヨウオニフスベ
セイヨウオニフスベ(Calvatia gigantea)は、牧草地、草地、落葉性の森林等で晩夏から秋にかけて見られるキノコである。世界中の温帯地域で見られる。

## 記載
ほとんどは、直径10-50cmであるが、90cmになるものもあり、時には直径150cm、重さ20kgに達することもある。成体の内側は緑がかった茶色であるが、幼体の内側は白色である。若いものは食用になる。
子実体は数週間のうちに発達し、すぐに分解して腐り始め、この時期になると食べるのは危険である。多くのキノコと異なり、胞子は全て子実体の中で作られる。大きいものだと数兆個の胞子を作る。胞子は黄色で、滑らかで、大きさは3-5μmである。
かつては腹菌類とされていたが、これが多系統であることが明らかとなり、分類は最近見直された。セイヨウオニフスベやその他のノウタケ属のキノコをハラタケ目に位置付ける研究者もいる。また、過去には、ホコリタケ属やオニフスベ属にも分類されたことがあった。しかし現在は、ノウタケ属に分類されている。

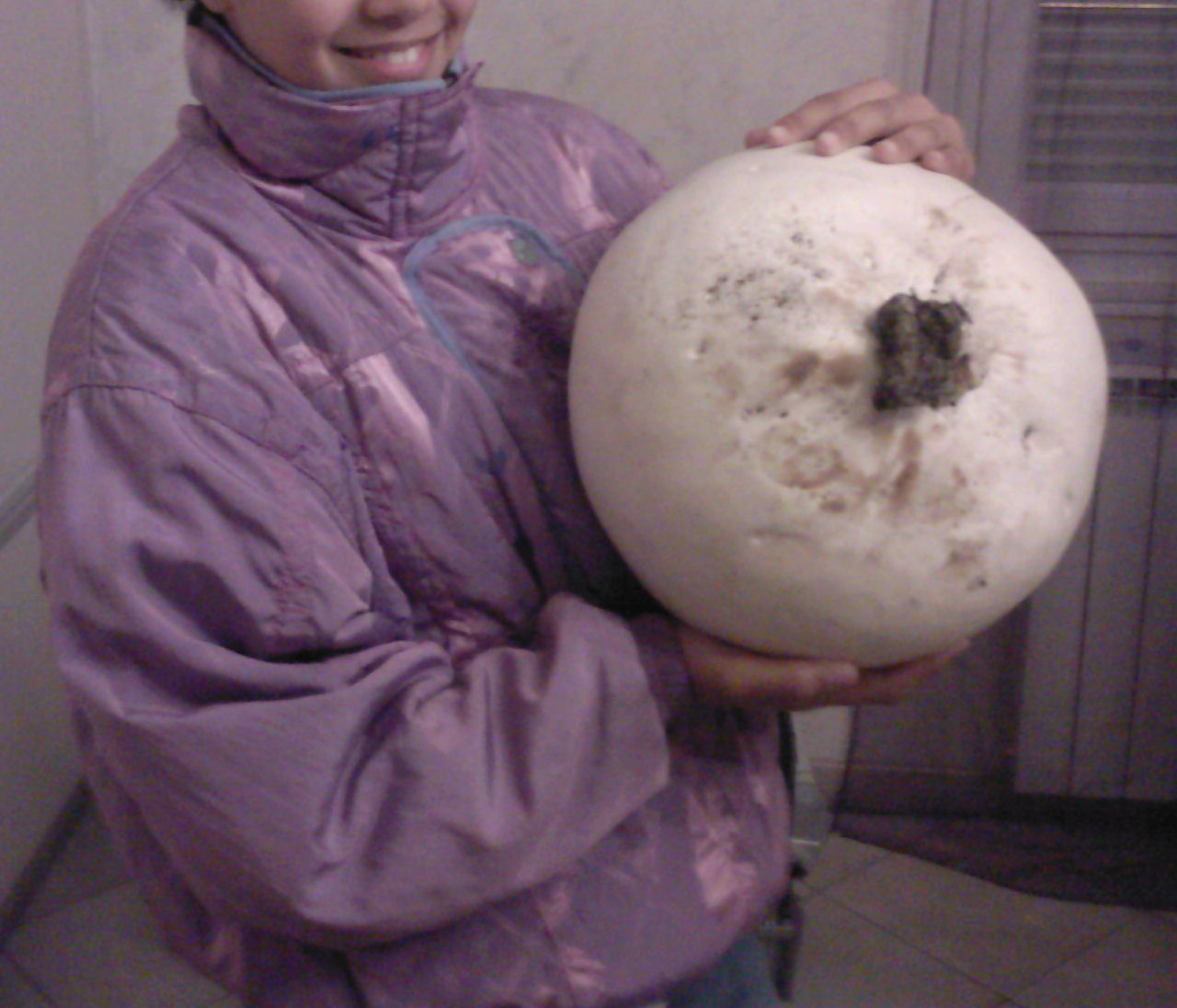
セイヨウオニフスベ
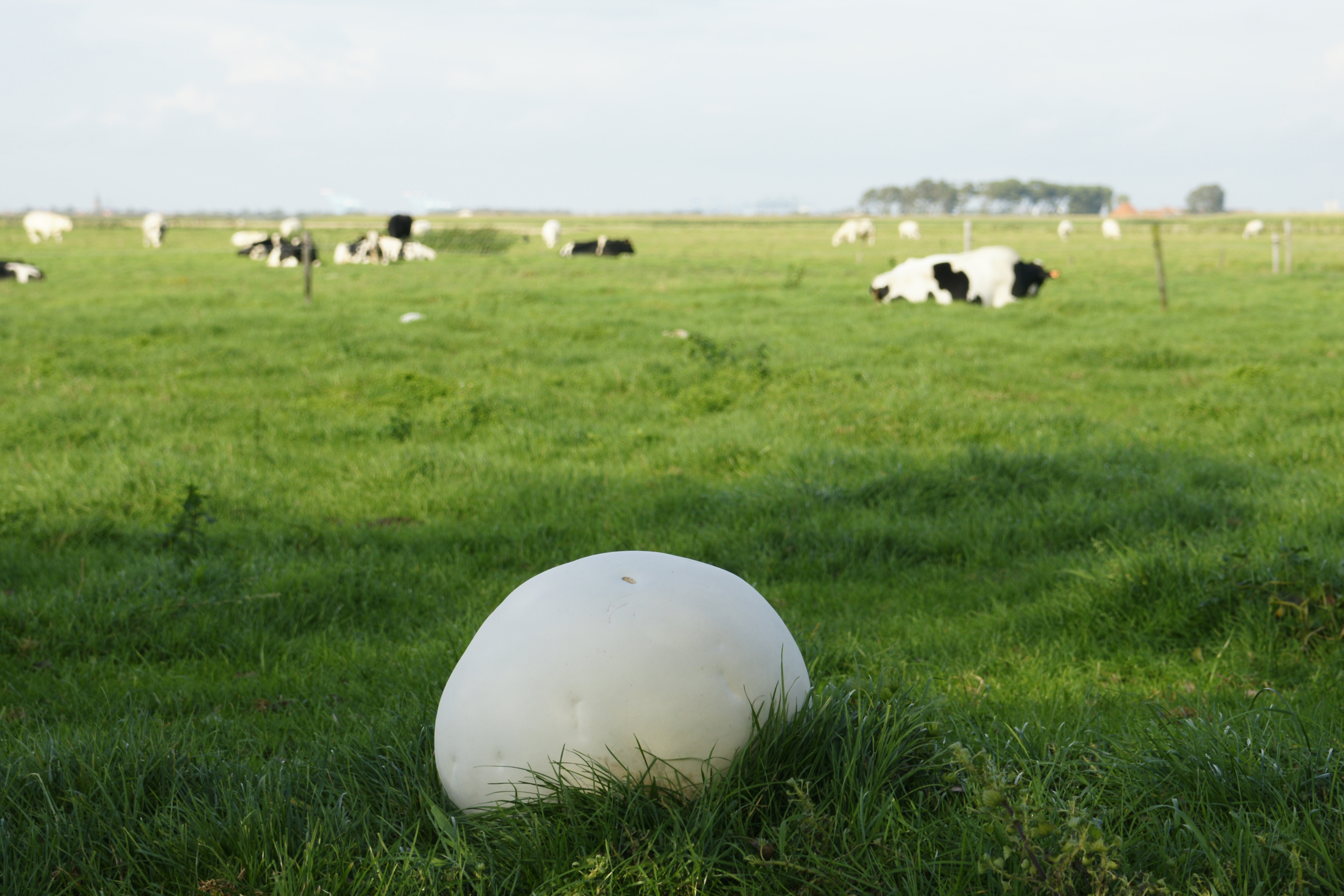
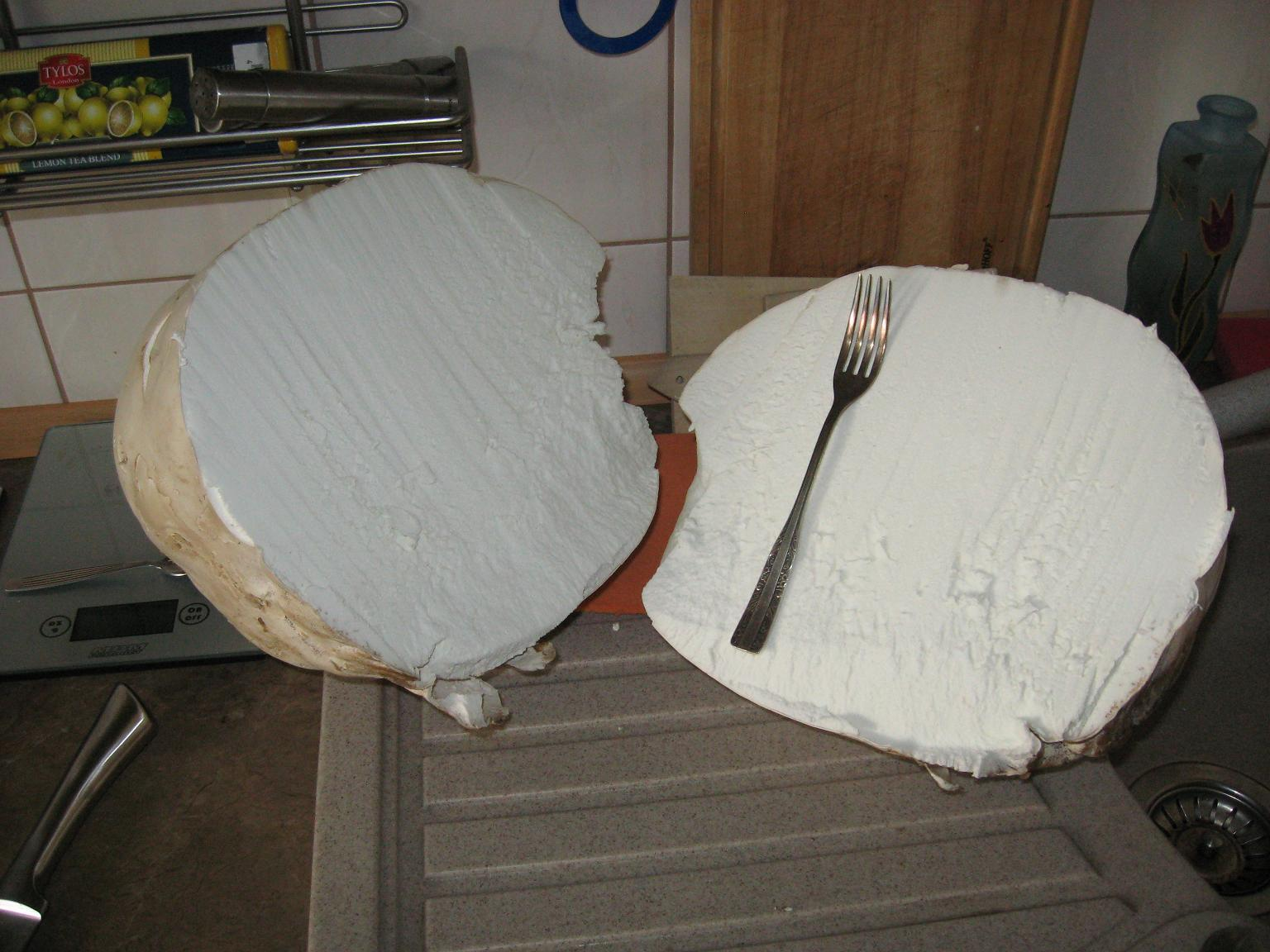
断面。大きさの比較のためにフォークを置いている。

## 保全状況
「イギリスでは広く分布しており、かなり一般的で、保全上、懸念のある状況ではない。しかし、ポーランドの一部では保護種であり、リトアニアでは希少と考えられ、ノルウェーでは、保全上懸念とされる。」

## 食用

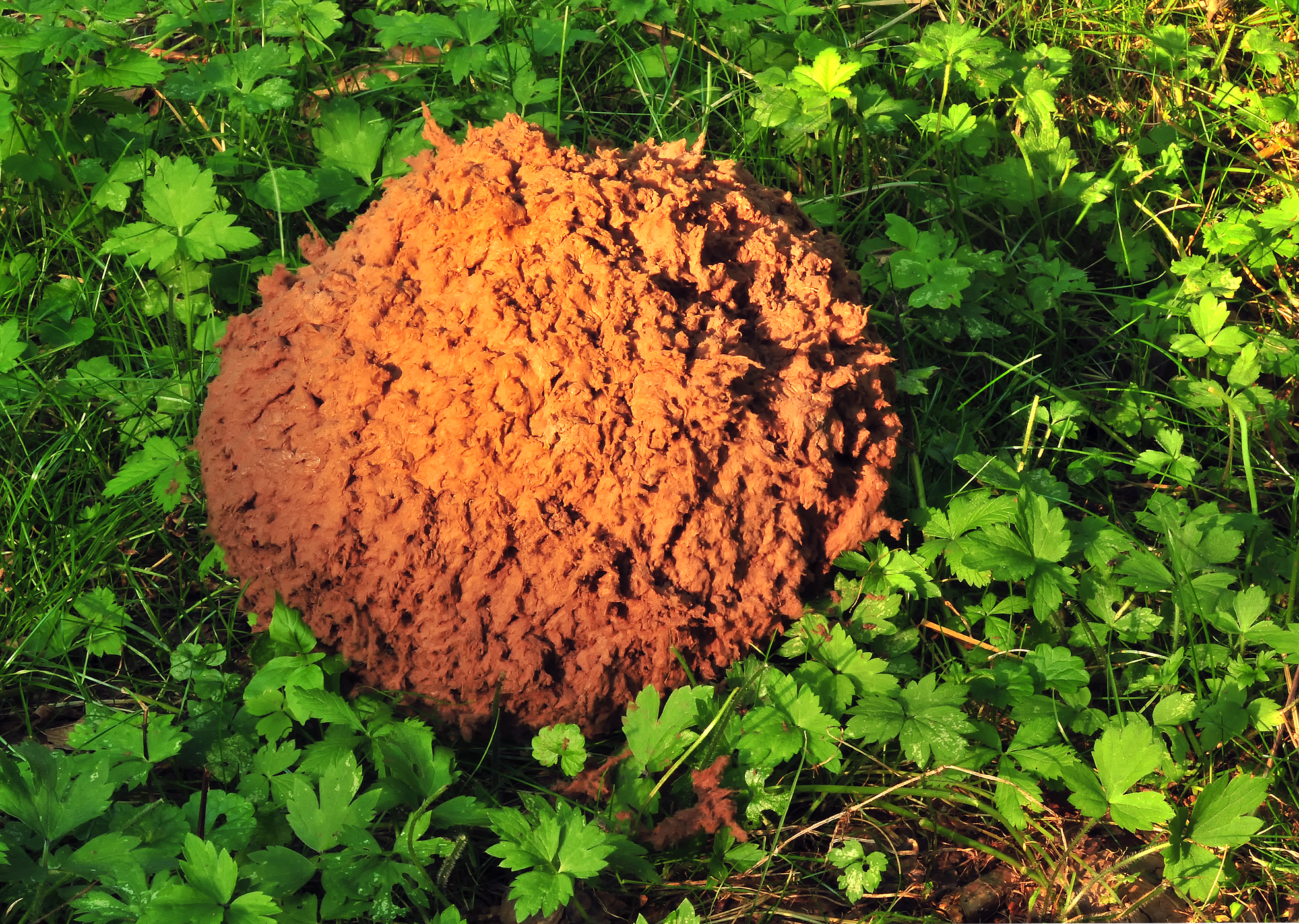
古いセイヨウオニフスベ

幼体は食用にできるが、胞子を形成し始めると消化不良を起こすことがあり、色が白色から最初は黄色、最終的には茶色に変化することで、判別することができる。また、襞のある毒キノコの幼体が外被膜に包まれたままの場合、本種と外見がよく似ているが、切り開いてみると、食用にできるものは、内部が白い固体となっている。

## 医学的な利用
止血薬になることが知られており、長い間、粉末状態か3cmくらいの厚さに切ったものが包帯代わりに用いられてきた。この目的のために、戦闘の前に本種が収穫されることが良くあった。
抗腫瘍性のあるムコタンパク質であるカルバシンの主要な供給源である。

## 類似のキノコ
セイヨウオニフスベは、ニセショウロとよく似ているが、ニセショウロは子実体がより固く、弾力がある。また発生初期は、内側は白い網状の模様がある濃紫色から黒色である。ニセショウロは毒性があり、中程度の酩酊状態を引き起こすことがある。

## 関連文献
- Zhu, Wenyou; Guo, Chunxia; Luo, Fan (January 2015). “Optimization of Calvatia gigantea myceliaproduction from distillery wastewater”. Journal of the Institute of Brewing 121 (1):  78-86. doi:10.1002/jib.200.
- Kivrak, Ibrahim; Kivrak, Seyda; Harmandar, Mansur (1 September 2014). “Free amino acid profiling in the giant puffball mushroom (Calvatia gigantea) using UPLC-MS/MS”. Food Chemistry 158:  88-92. doi:10.1016/j.foodchem.2014.02.108. PMID 24731318.
- Coetzee, Johannes C.; Van Wyk, Abraham E. (January 2013). “Nomenclatural and taxonomic notes on Calvatia (Lycoperdaceae) and associated genera”. Mycotaxon 121 (1):  29-36. doi:10.5248/121.29. hdl:2263/21213.